# 밸러리 페티퍼드

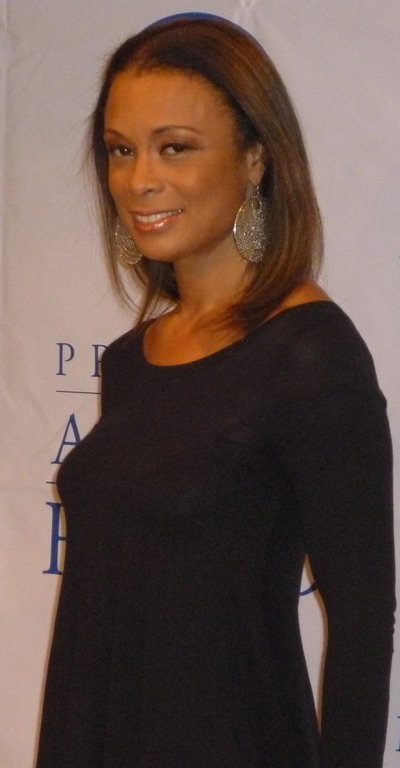

밸러리 페티퍼드(영어: Valarie Pettiford, 1960년 7월 8일 ~ )는 미국의 댄서, 배우이다.
퀸스에서 태어났다.

## 영화
- 더 좋은 남자는 없다 (2018년)
- 더 콰이어 디렉터 (2018년)
- 보이 바이 (2016년)
- 윌 투 러브 (2015년)
- 마이 페이버릿 파이브 (2015년)
- 목사의 아들 (2015년)
- 점핑 더 브룸 (2011년) - 언트 제네바 역
- 낫 유어 타임 (2010년)
- 더 리스폰스 (2010년) - 샤우너 제임스 역
- 내가 왜 결혼했을까? 2 (2010년) - 해리엣 역
- 와이 엠 아이 두잉 디스? (2009년)
- 하우스 오브 페인 (2006년) - 산드라 루카스 역
- 글리터 (2001년) - 릴리언 프랭크 역
- 더 디스트릭트 (2000년)
- 애들이 줄었어요: TV 쇼 (1997년)
- 스트리트 헌터 (1990년)
- 원 라이프 투 리브 (1968년)